# Руссо, Флориан
Флориан Руссо (фр. Florian Rousseau; 3 февраля 1974, Орлеан, Франция) — французский велогонщик, трёхкратный олимпийский чемпион и призёр Олимпийских игр. Десятикратный чемпион мира по трековым велогонкам.

## Карьера
Профессиональную карьеру начал в 1994 году. В начале карьеры специализировался в дисциплине гит с места на 1 километр. На чемпионатах мира 1993 и 1994 годов он стал чемпионом мира в этой дисциплине, в 1995 году завоевал серебро. На летних Олимпийских играх в Атланте он завоевал своё первое олимпийское золото, опередив американца Э. Хартвела с результатом 1:02.712.
После Олимпиады он сменил специализацию и стал выступать в спринте, а также позднее в кейрине. Всего в период 1996—2001 годов он трижды становился чемпионом мира в индивидуальном спринте (1996, 1997, 1998) и пять раз — в командном.
Олимпийские игры в Сиднее стали пиком карьеры спортсмена. Он выиграл золото в кейрине, который дебютировал в Сиднее в олимпийской программе, став, таким образом, первым в истории олимпийским чемпионом в этой дисциплине. Ещё одно золото он завоевал в командном спринте вместе со своими не менее звёздными партнёрами Лореном Гане и Арно Турнаном. В индивидуальном спринте Руссо стал вторым, уступив в финале американцу Марти Нотштайну.
Закончил карьеру спортсмена в 2004 году, после окончания карьеры работал тренером.